# Estació de Rafelbunyol
| Procedència/Destinació | <                   | Línia | >              | Procedència/Destinació |
| ---------------------- | ------------------- | ----- | -------------- | ---------------------- |
| Aeroport               | La Pobla de Farnals |       | fi de trajecte | Rafelbunyol            |

L'Estació de Rafelbunyol és una de les estacions del metro de València, situada al municipi de Rafelbunyol.
Inaugurada en 18 de novembre de 1893 com a estació del trenet de València, fou reinaugurada l'any 1995, com a estació terminal de la Línia 3 de Metrovalència. Està situada al carrer València de Rafelbunyol.

## Història
A causa de l'èxit de la línia recén creada la Societat Valenciana de Tramvies des de la ciutat de València fins a Llíria es va iniciar la construcció de la línia denominada Del Grau de València a Bétera amb ramal a Rafelbunyol. Les obres d'aquesta línia es van dividir en tres fases. En la primera es va construir el ramal que connectava l'estació de l'Entroncament en Burjassot amb Bétera la qual comptava amb una longitud de catorze quilòmetres i set-cents metres, sent inaugurat el 21 de novembre de 1891. En la segona fase es va construir el ramal que connectava l'estació del Pont de Fusta amb  El Grau amb una longitud de cinc quilòmetres i vuit-cents metres sent inaugurat el 7 de juliol de 1892. Finalment, en la tercera fase es va construir el ramal entre l'estació del Pont de Fusta i la localitat de Rafelbunyol de tretze quilòmetres i tres-cents metres. Aquest tram es va inaugurar per fases arribant el tren a Alboraia el 17 de març de 1893, a Museros el 27 de juliol i a Rafelbunyol el 18 de novembre d'aquest mateix any. En estudi va quedar l'ampliació d'aquesta línia fins a les localitats de Puçol i Sagunt si bé mai es va portar a terme. A causa de l'evolució del procés autonòmic la gestió de les línies de FEVE en la Comunitat Valenciana (el Trenet de València i el Trenet de la Marina) va ser cedida al novembre de 1986 a la Generalitat Valenciana que va crear per a això l'empresa pública Ferrocarrils de la Generalitat Valenciana i a partir del 16 de setembre de 1998 va passar a explotar-se sota la marca MetroValencia.

## Monument al ferrocarril
En les immediacions a l'estació es va instal·lar en 1995 un Tractor T4 Devís en la dècada de 1930 de la col·lecció de material històric de FGV, que fou restaurat en 2018.

## Accessos
- Carrer de Francisco Tomás y Valiente